# 西村拓也 (競艇選手)
西村 拓也（にしむら たくや、1986年12月1日 - ）は、大阪府出身の競艇選手。
登録番号4397。身長164cm。血液型A型。98期。大阪支部所属。同期に平山智加、松田祐季、松本晶恵らがいる。

## 来歴
- やまと競艇学校時代、リーグ戦勝率5.17（準優出4、優出1）の成績を残した。
- 2006年5月22日、住之江競艇場でデビュー（5着）。
- 2006年7月16日、宮島競艇場での「第29回九スポ杯競走」で初勝利（19走目）。
- 2009年1月20日、琵琶湖競艇場での新鋭王座決定戦競走にG1初出場。1月24日、G1初勝利。
- 2009年6月26日、住之江競艇場での「2009ダイスポジャンピーカップ」で初優勝。
- 2010年5月24日、大村競艇場での「第7回夢の初優勝W決定戦マンスリーKYOTEI杯」で2度目の優勝。